# برتریکورت
برتریکورت (به فرانسوی: Bertricourt) یک کمون (فرانسه) در فرانسه است که در ان (ا-دو-فرانس) واقع شده‌است. برتریکورت ۴٫۴۸ کیلومتر مربع مساحت دارد ۷۰ متر بالاتر از سطح دریا واقع شده‌است.